# Менинген (Прим)
Менинген (њем. Menningen) град је у њемачкој савезној држави Рајна-Палатинат. Једно је од 235 општинских средишта округа Ајфелкрајс Битбург-Прим. Према процјени из 2010. у граду је живјело 196 становника. Посједује регионалну шифру (AGS) 7232078.

## Географски и демографски подаци
Менинген се налази у савезној држави Рајна-Палатинат у округу Ајфелкрајс Битбург-Прим. Град се налази на надморској висини од 170 метара. Површина општине износи 3,4 km². У самом граду је, према процјени из 2010. године, живјело 196 становника. Просјечна густина становништва износи 57 становника/km².